# Hunam
Hunam – żeńskie bóstwo solarne w mitologii arabskiej, dawczyni ciepła.
W środkowej Arabii znajduje się kilka źródeł wody także określanych tym imieniem.